# بندیکت اندرسون
بندیکت اندرسون (انگلیسی: Benedict Anderson; ۲۶ اوت ۱۹۳۶-۱۳ دسامبر ۲۰۱۵ (۷۹ سال)) دانشمند علوم سیاسی اهل ایالات متحده آمریکا است. او برادر پری اندرسون تاریخ‌نگار و جامعه‌شناس است. مهم‌ترین اثرش جماعت‌های تصوری (Imagined Communities) نام دارد.

## جماعت‌های تصوری
اندرسون بیشتر به خاطر کتاب سال ۱۹۸۳ خود، «جماعت‌های تصوری: تأملاتی در مورد منشأ و گسترش ملی‌گرایی» شهرت دارد که در آن بررسی کرد که چگونه ملی‌گرایی منجر به ساخت ملت‌ها به مثابهٔ اجتماعات تصوری می‌شود. در این مورد، «جماعت تصوری» به معنای جعلی‌بودنِ یک جماعت ملی نیست، بلکه تا حدی به موضع اندرسون اشاره دارد که هر جماعتی اگر آنقدر بزرگ باشد که اعضای آن یکدیگر را به صورت رودررو نشناسند، واقعی (عِینی) نیست و تنها در اذهان وجود دارد.
به گفته اندرسون، متفکران مارکسیست و لیبرالِ پیشین به‌طور کامل ملی‌گرایی را نشناختند و در کتاب خود نوشت که «برخلاف بیشتر ایسم‌های دیگر، ملی‌گرایی هرگز متفکران بزرگ خود را تولید نکرده‌است: نه هابز و نه توکویل و نه مارکس یا وبر». اندرسون کار خود را با آوردن سه تناقض در ملی‌گرایی می‌آغازد که در این اثر به آنها می‌پردازد:
1. ملی‌گرایی یک آفرینش نوین و مدرن است اما اکثر مردم، کشورها را قدیمی و ازلی می‌دانند.
2. ملی‌گرایی از این جهت جهانی است که هر فردی به یک ملت در جهان تعلق دارد، اما ظاهراً هر ملتی کاملاً از هر ملت دیگری متمایز است.
3. ملی‌گرایی ایده‌ای است که به قدری اثرگذار است که مردم برای ملت‌های خود می‌میرند، اما در عین حال تعریف آن دشوار است.

در نظریه ملی‌گرایی اندرسون، این پدیده تنها زمانی رخ داد که مردم آغاز به رد سه باورِ کلیدیِ زیر در مورد جامعه خود کردند:
1. این که زبان‌های خاصی مانند لاتین از نظر دسترسی به حقایق جهانی بر سایر زبان‌ها برتری داشتند. (باور کلیدیِ اروپایی‌ها)
2. آن حق الهی که برای حکومت به حاکمان جامعه، اعطا می‌شد و مبنای طبیعی برای سازماندهی جامعه بود.
3. اینکه خاستگاه جهان و خاستگاه نوع بشر یکی بوده‌است.

اندرسون استدلال کرد که پیش‌نیازهای رد این باورها در اروپای غربی از طریق عوامل متعددی که به عصر روشنگری منتهی شدند فراهم شد: قدرت اقتصادی، انقلاب علمی و فناوری‌ها نوین مانند چاپ‌خانهٔ تحتِ سیستم سرمایه‌داری (یا همان‌طور که اندرسون آن را «سرمایه‌داریِ چاپی» می‌نامد) دیدگاه اندرسون در مورد ملی‌گرایی، ریشه‌های مفهوم «ملت» را در پایان قرن هجدهم قرار می‌دهد و نه در اروپا، بلکه در نیمکره غربی، زمانی که کشورهایی مانند برزیل و ایالات متحده تازه کشف شدند. مستعمرات، به‌ویژه مستعمراتِ آزادشدهٔ اسپانیا نخستین کسانی بودند که آگاهی ملی را توسعه دادند.
بنابراین، برخلاف متفکران دیگری مانند ارنست گلنر، که گسترش ملی‌گرایی را در ارتباط با صنعت‌گرایی در اروپای غربی می‌دانستند یا اِلی کدوری، که ملی‌گرایی را پدیده‌ای اروپایی تعبیر کرد که توسط استعمار در سراسر جهان پخش شد، اندرسون، دولت‌های ملیِ اروپا را پاسخی به ظهور ملی‌گرایی در مستعمرات اروپایی می‌داند. اندرسون دولت‌ملت را اقدامی تقلیدی و گسترش‌پذیر می‌داند که در آن نهادهای سیاسی جدید از الگوهای دولت‌ملت کپی می‌کنند. به نظر اندرسون، خوشه بزرگی از موجودیت‌های سیاسی که در آمریکای شمالی و آمریکای جنوبی که بین سال‌های ۱۷۷۸ تا ۱۸۳۸ به وجود آمدند و تقریباً همگی خودآگاهانه خود را «ملت» تعریف کردند، از نظر تاریخی در نمونهٔ خود جزو نخستین‌ها بودند. به گفته اندرسون، این پدیده منجر به ظهور ملت‌ها شد.

### امپراتوری‌های چندقومیتی
اندرسون همچنین پژوهید که چگونه سلسله‌های اروپاییِ قرن نوزدهم که نشان‌دهندهٔ حفظ قدرت در حوزه‌های عظیمِ چندزبانه بودند، همزمان با توسعهٔ برنامه‌های ملی‌گرایی رسمی، در فرایندی که آن را «ادغام عظیم ملیت در امپراتوری سلسله‌ای» می‌نامید، تابعیت یافتند. اندرسون امپراتوری را صرفاً یک «قلمرو سلسله‌ای» پیشامدرن می‌دانست و توجه خود را بر ناسیونالیسم رسمی در امپراتوری‌های چندقومیتی (مانند ملیت رسمی روسیه) متمرکز کرد. اندرسون می‌گوید در حالی که پیشتر، مشروعیت سلسله‌های اروپایی هیچ ربطی به ملیت نداشت، پس از انحلال امپراتوری‌های اتریش-مجارستان، آلمان، عثمانی و روسیه در پی جنگ جهانی اول، دولت-ملت‌ها جایگزین امپراتوری شدند. همان‌طور که هنجارهای وقت در امور بین‌الملل نیز نشان می‌دهند که چگونه نمایندگان قدرت‌های امپریالیستی در لیگ ملل پس از جنگ، مراقب بودند که خود را به‌عنوان نمایندگان ملی به جای نمایندگان امپراتوری معرفی کنند.

## ترجمه به فارسی
تاکنون آثار زیر از بندیکت اندرسون به زبان فارسی ترجمه شده‌است:
- اندرسن، بندیکت، جماعت‌های تصوری، ترجمهٔ محمد محمدی، تهران: رخداد نو، ۱۳۹۳.